# Mary Elizabeth Winstead
Mary Elizabeth Winstead (sinh ngày 28 tháng 11 năm 1984) là một nữ diễn viên và ca sĩ người Mỹ. Vai diễn quan trọng đầu tiên của cô là vai Jessica Bennett trong phim truyền hình Passions (1999–2000). Cô tiếp tục xuất hiện trong các phim Tru Calling (2004) và Sky High (2005). Cô được chú ý rộng rãi hơn khi là một "Nữ hoàng tiếng thét"  (thuật ngữ chỉ các nữ diễn viên gắn liền với thể loại kinh dị) nhờ các vai diễn trong một loạt phim kinh dị Wolf Lake (2001–2002), Monster Island (2004), Final Destination 3 (2006), Christmas (2006) và Death Proof (2007).
Các vai diễn Lucy Gennero-McClane trong Đương đầu với thử thách 4 (2007) và Ramona Flowers trong Scott Pilgrim vs. the World (2010) là những vai thành công tiếp theo của cô. Diễn xuất của cô được giới phê bình đánh giá cao trong vai một giáo viên tiểu học phải vật lộn với chứng nghiện rượu trong bộ phim Smashed (2012). Sau đó là một loạt vai diễn trong các bộ phim độc lập khác được khán giả đón nhận, bao gồm The Beauty Inside (2012), The Spectacular Now (2013), Faults (2014), Alex of Venice (2014) và, Swiss Army Man (2016). Winstead cũng vẫn tiếp tục khẳng định vị trí trong các bộ phim kinh dị The Thing (2011), Abraham Lincoln: Thợ săn ma cà rồng (2012) và bộ phim kinh dị tâm lý 10 Cloverfield Lane (2016). Cô cũng trở lại màn ảnh nhỏ với các vai diễn trong bộ phim truyền hình The Returned (2015), BrainDead (2016), Mercy Street (2016–17) và Fargo (2017). Các phim khác bao gồm  phim A Good Day to Die Hard (2013), All About Nina (2018), Gemini Man (2019), Birds of Prey (2020) và Kate (2021).
Từ năm 2013, Winstead là ca sĩ trong ban nhạc Got a Girl do cô thành lập cùng với Dan the Automator, một nhà sản xuất thu âm người Mỹ.

## Thuở ban đầu
Mary Elizabeth Winstead sinh ngày 28 tháng 11 năm 1984, tại Rocky Mount, Bắc Carolina, mẹ là Betty Lou và bố là James Ronald Winstead  và là con út trong gia đình có 5 người con. Ông nội của cô, Ambler William Winstead, là anh họ của nữ diễn viên Ava Gardner. Khi cô được năm tuổi, gia đình cô chuyển đến sinh sống ở Sandy, Utah. Cô theo học trường Tiểu học Peruvian Park Elementary  Cô học khiêu vũ tại Joffrey Ballet ở Chicago vào kỳ nghỉ hè và hát trong Dàn hợp xướng Thiếu nhi Quốc tế. Lúc đầu, Winstead hy vọng theo đuổi sự nghiệp diễn viên ba lê và xuất hiện trong các vở ba lê tại địa phương. Nhưng khi bước vào tuổi thiếu niên, cô buộc phải bỏ múa ba lê do chiều cao quá khổ của mình. Nhận ra sự nghiệp khiêu vũ không khả thi, Winstead chuyển sang nghiệp diễn xuất. Việc đi diễn khiến cô ấy phải học tại nhà trong hầu hết những năm trung học.

## Sự nghiệp diễn xuất

### 1997–2004:  Công nhận diễn xuất ban đầu
Năm 13 tuổi, Winstead xuất hiện đầu tiên trong bộ phim Joseph and the Amazing Technicolor Dreamcoat .  Sau đó cô giành được một số vai diễn nhỏ trông một số bộ phim. Vai diễn đáng kể đầu tiên của cô là Jessica Bennett trong phim truyền hình Passions của đài NBC, từ năm 1999 đến năm 2000. Vai diễn tiếp theo của Winstead là trong bộ phim truyền hình Wolf Lake (2001–02) của CBS.. Năm 2004, Winstead đóng vai phụ trong bộ phim truyền hình Monster Island của MTV. Cô cũng đã được đề nghị một vai trong bộ phim A Cinderella Story, nhưng cô từ chối vì lúc đó cô vừa tốt nghiệp ra trường và đang đi lịch bằng du thuyền với bạn bè (nơi cô gặp Riley Stearns, sau này là chồng của cô).

### 2005–2011: Đột phá
Sau khi nhận một vai nhỏ trong bộ phim hài độc lập Check Out (2005), cô vào vai nhân vật phản diện trong bộ phim Sky High của Walt Disney Pictures, kể về một trường học trên không dành cho các siêu anh hùng tuổi teen  Bộ phim được phát hành vào ngày 29 tháng 7 năm 2005, nhận được đánh giá tốt, thu về 63,9 triệu đô la Mỹ so với kinh phí là 35 triệu đô la Mỹ 

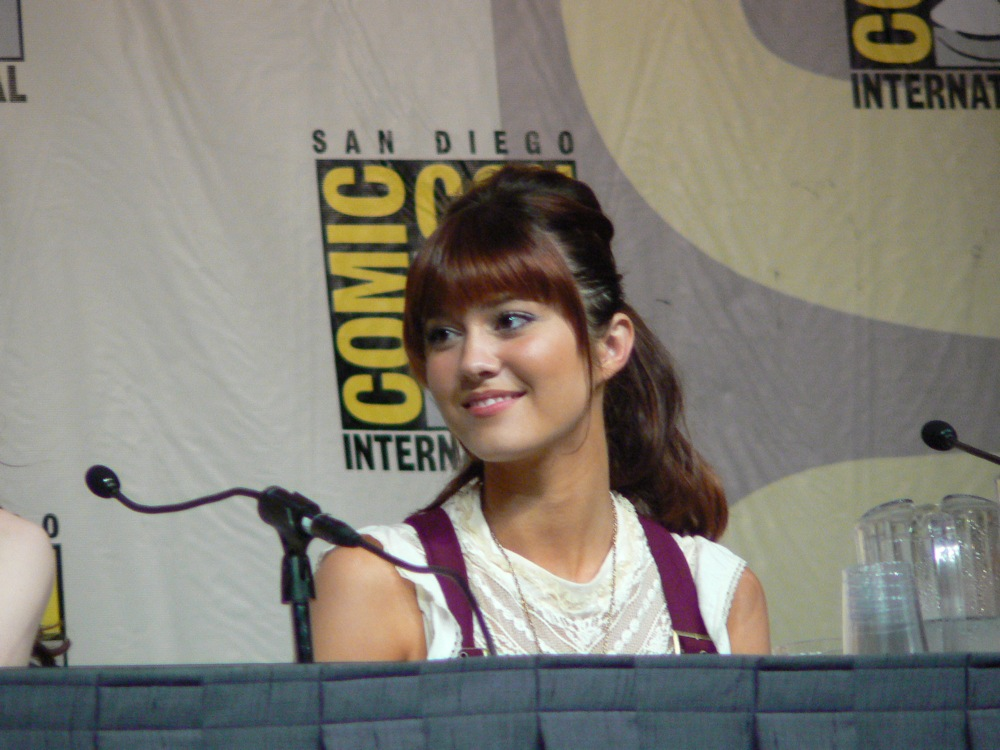
Winstead năm 2006 quảng bá phim Grindhouse

Cô đóng vai chính Wendy Christensen trong bộ phim kinh dị Final Destination 3 năm 2006, nhân vật có năng lực "linh cảm sự việc xảy ra trong tương lai"   Bộ phim thành công về mặt thương mại, nhưng nhận được phản ứng trái chiều từ các nhà phê bình.. Riêng cô được các nhà phê bình đánh giá là một người "năng lực"  và "đáng yêu". . Cuối năm đó, cô xuất hiện trong phim Black Christmas , phiên bản làm lại của bộ phim cùng tên sản xuất năm 1974, bộ phim nhận được những đánh giá không tốt, nhưng đã mang lại cho cô một đề cử cho giải Nữ hoàng tiếng thét tại Lễ trao giải Tiếng hét năm 2007.
Năm 2006, cô nhận lời xuất hiện trong phim Bobby kể về những giờ phút cuối cùng của Robert F. Kennedy. Winstead quan tâm đến bộ phim sau khi biết được rằng Anthony Hopkins sẽ xuất hiện trong phim. Bobby nhận được nhiều ý kiến trái chiều  với nhiều lời chỉ trích nhắm vào kịch bản của phim. Dàn diễn viên của bộ phim đã được đề cử Giải SAG cho dàn diễn viên điện ảnh xuất sắc nhất 

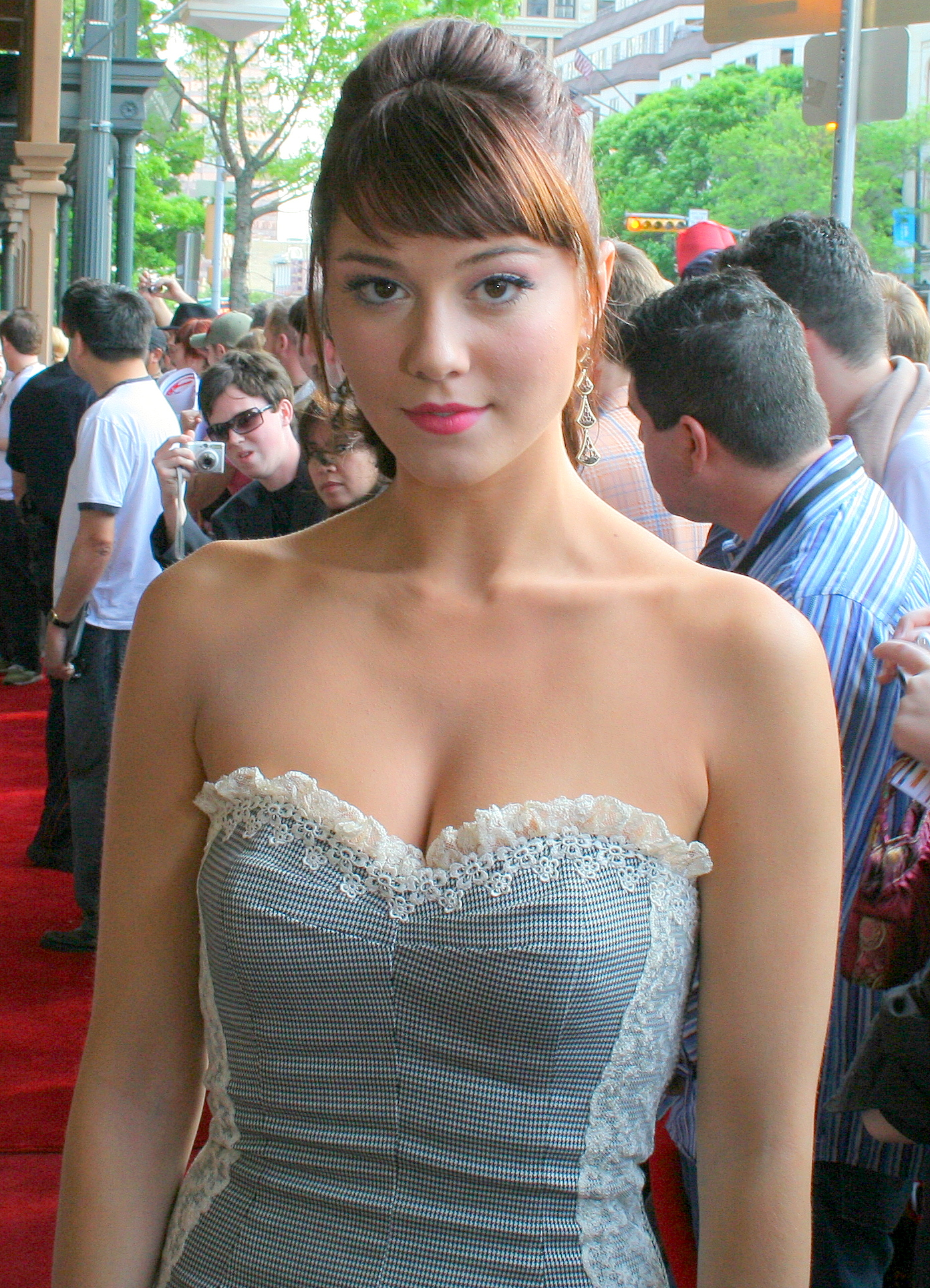
Winstead tại buổi ra mắt Grindhouse ở Austin, Texas, tháng 3 năm 2007

Năm 2007, Winstead xuất hiện trong hai phim có tiếng. Đạo diễn Quentin Tarantino  đã chọn cô vào nhân vật lạnh lùng và ngây thơ trong phim kinh dị chặt chém Death Proof . Bộ phim không thành công phòng vé, nhưng đã thu hút được tiếng vang lớn trên phương tiện truyền thông và sự hoan nghênh của giới phê bình, Tạp chí Variety  nhận xét "sự nổi lên" của Winstead là "một điểm cộng đáng tin cậy [đối với bộ phim]". . Trong cùng năm, cô đóng cùng Bruce Willis trong Live Free or Die Hard, vào vai Lucy, cô con gái bị ghẻ lạnh. Phim thu về 383,5 triệu đô la Mỹ và được đánh giá cao.
Cô đóng vai chính trong phim Make It Happen, một bộ phim đề tài khiêu vũ. Bộ phim được phát hành trên định dạng DVD ở Mỹ. Đây là bộ phim có ý nghĩa với Winstead, vì cô từng mơ ước trở thành một vũ công ba lê. Các nhà phê bình nhất trí rằng cô là những gì tốt nhất của bộ phim: "Winstead truyền vào mọi khoảnh khắc một sức hấp dẫn đáng kinh ngạc". và cô " bù đắp cho hạn chế của bộ phim."  
Winstead xuất hiện trong phim Scott Pilgrim vs. The World, chuyển thể từ truyện tranh Scott Pilgrim. Vai diễn của cô là Ramona Flowers, một cô gái giao hàng bí ẩn và là bạn gái của nhân vật Scott. Winstead đã trải qua khóa huấn luyện trong hai tháng để tự thực hiện hầu hết các pha hành động trong phim. Bộ phim quay từ tháng 3  đến tháng 8 năm 2009,  được phát hành vào cuối năm 2010. Giới phê bình đánh giá cao nhưng doanh thu phòng vé khiêm tốn. Diễn xuất của Winstead nhìn chung được đón nhận nồng nhiệt, và giúp cô nhận được đề cử Giải thưởng Teen Choice cho Nữ diễn viên hành động.
Winstead được chọn vào vai nữ chính trong phim The Thing (2011), . Cô vào vai tiến sĩ Kate Lloyd, một nhà cổ sinh vật học  Phim được phát hành rạp ở Mỹ vào ngày 14 tháng 10 năm 2011, thu được sự đón nhận khen chê của giới phê bình và kém mặt thương mại. Các nhà phê bình dành lời khen ngợi cho Winstead trong màn trình diễn của cô, với Las Vegas Weekly khẳng định rằng cô "tạo ra một nhân vật chính hấp dẫn, và Kate được miêu tả là có năng lực".

### 2012–2014: Theo đuổi dòng phim độc lập
Winstead đóng chung với Aaron Paul trong Smashed, một bộ phim truyền hình độc lập kể về một cặp vợ chồng nghiện rượu có mối quan hệ được thử thách khi người vợ (Winstead thủ vai) quyết định cai rượu. Cô tiết lộ phim được quay trong 19 ngày. Phim được trình chiếu trong Liên hoan phim Sundance 2012, Màn trình diễn của Winstead đã nhận được đánh giá cao, với JoBlo.com gọi đó là: "xứng đáng được trao giải thưởng nếu được các studio lựa chọn và xây dựng đúng cách". Bộ phim được phát hành rạp vào ngày 12 tháng 10 năm 2012,  Cô bày tỏ niềm tự hào khi được làm việc trong một dự án độc lập: "Đó là điều mà tôi đã cố gắng làm trong nhiều năm qua [. . . ] Nó gần giống như bộ phim đầu tiên của tôi trong thế giới của những nhà làm phim độc lập, đó là thế giới mà tôi đang cố gắng xâm nhập. Có thể nói, [Tôi muốn] ở xung quanh những nhà làm phim đang thử làm những điều mới mẻ..." 
Winstead đã đóng vai Mary Todd Lincoln trong phim Abraham Lincoln: Thợ săn ma cà rồng.  Được phát hành vào năm 2012, bộ phim đã nhận được phản hồi trái chiều từ các nhà phê bình cùng với kết quả thất vọng tại các phòng vé.  Tuy nhiên, về phương diện cá nhân, cô được khen ngợi. Tờ San Jose Mercury News gọi Winstead là "một người nổi bật", và "Winstead nhân đạo hóa Mary bằng cách mang đến cho cô ấy sự hóm hỉnh và ý thức quyết tâm đối mặt với nghịch cảnh". Winstead và bạn diễn Benjamin Walker, người đóng vai Lincoln được khen ngợi về "phản ứng hóa học ngọt ngào mang đến cho một số cảnh quay của họ một sự ấm áp đáng yêu". Năm 2012, Winstead xuất hiện trong The Beauty Inside.

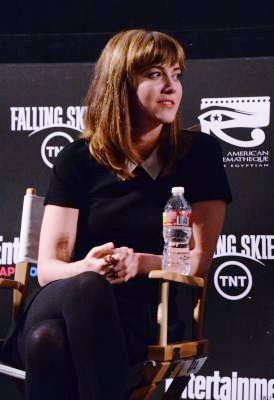
Winstead tại Liên hoan phim EW CapeTown

Winstead cũng có hai vai diễn nhỏ trong các phim A Glimpse Inside the Mind of Charles Swan III (2013) , với vai Kate và phim A.C.O.D (2013), vai Lauren Stinger . Phim A.C.O.D có điểm đánh giá trung bình, nhưng Washington Post vẫn dành nhận xét khen ngợi cho cô: "Winstead mang lại chiều sâu đáng ngạc nhiên cho một vai diễn nhỏ, có ít đất diễn ngoại trừ việc chờ bạn trai lớn lên."  A Glimpse Inside the Mind of Charles Swan III và A.C.O.D đề có những suất chiếu giới hạn ở Bắc Mỹ.
Winstead hợp tác một lần nữa với đạo diễn James Ponsoldt trong phim The Spectacular Now (2013). Cô xuất hiện cùng Brie Larson, bạn diễn của cô trong Scott Pilgrim vs. the World. Bộ phim đã nhận được sự hoan nghênh của giới phê bình và đạt được thành công phòng vé. Cùng trong năm này, cô diễn lại vai diễn của cô trong bộ phim A Good Day to Die Hard, trong đó các cảnh của cô chỉ quay trong một ngày. Winstead cho biết trong một cuộc phỏng vấn với Yahoo! rằng cô "[đã vui vẻ tái hiện] mối quan hệ cha con."  Cảnh có Winstead chỉ có trong bản chiếu rạp.

Năm 2014, Winstead nhận vai chính Alex trong phim Alex of Venice. Cô đóng vai "một luật sư môi trường nuôi con trai 12 tuổi một mình sau khi chồng trốn chạy."  Phim được công chiếu tại Liên hoan phim Quốc tế San Francisco lần thứ 57, Các phê bình khen ngợi Winstead. Tạp chí Variety gọi màn trình diễn của cô ấy là "phi thường", rằng bộ phim "là của Winstead, cô ấy chứng tỏ sức hấp dẫn bằng vai diễn có sức nặng trong phim Smashed ". Trang web Twitch Film đã nhận xét:
[Winstead] đã trưởng thành từ những vai diễn ban đầu trong các bộ phim kinh dị, cho đến những bộ phim ấn tượng hơn như Smashed. Cô ấy có sự duyên dáng, dũng cảm, biết cách làm khán giả cảm động và máy quay yêu mến cô ấy. Hồ sơ kinh nghiệm của cô cho đến bây giờ là sự kết hợp của các bộ phim bom tấn (Final Destination 3, Live Free or Die Hard) và các bộ phim indie được yêu thích (Scott Pilgrim vs. the World ), chắc chắn sẽ được bổ sung khi cô ấy tiếp tục phát triển trong sự nghiệp đang nở rộ của mình. Đây là một nữ diễn viên đã sẵn sàng để làm những điều tuyệt vời. Với vai Alex, cô ấy luôn mang một vẻ ngoài đầy quyết tâm. Ngay cả khi cô ấy kiệt sức và thua cuộc cô vẫn học cách ở một mình, chăm sóc gia đình và giữ công việc mà cô dành cả đời để theo đuổi.
Năm 2014, Winstead nhận vai chính trong bộ phim điện ảnh đầu tay của đạo diễn Stearns mang tên Faults . Cô đã được khen ngợi, Film School Rejects gọi đây là một "màn trình diễn đặc biệt"  và Indiewire nói rằng "Biểu cảm kỳ lạ của cô là hình ảnh thu hút bí ẩn của bộ phim độc đáo này", và thậm chí "được xếp vào hàng những gì tốt nhất của cô". Kill the Messenger là bộ phim tiếp theo có sự góp mặt của cô. Bộ phim kinh dị kể về câu chuyện có thật của nhà báo điều tra Gary Webb. Winstead vào vai Dawn Garcia, biên tập viên của Webb tại tờ San Jose Mercury News. Phim phát hành rạp có giới hạn vào ngày 10 tháng 10 năm 2014, nhưng không thành công về mặt thương mại.

### 2015 – nay: Cân bằng giữa truyền hình và điện ảnh
Đến tháng 1 năm 2015, Winstead đã tham gia vào bản làm lại bộ phim truyền hình Pháp The Returned. Bộ phim truyền hình theo chân những cư dân trong một thị trấn nhỏ có cuộc sống bị đảo lộn khi những người đã chết trong nhiều năm bắt đầu xuất hiện trở lại. Phim được công chiếu vào ngày 9 tháng 3 năm 2015, kéo dài 10 tập, được hầu hết giới phê bình hoan nghênh. Tuy nhiên, loạt phim đã bị hủy bỏ sau mùa đầu tiên do xếp hạng thấp. Cũng trong năm 2015, cô cũng làm khách mời trong tập 6 tháng 8 của phim truyền hình Comedy Bang! Bang!.
Sau đó, Winstead thể hiện vai chính của Mary Phinney trong bộ phim truyền hình về quyền công dân Mercy Street của đài PBS. Loạt phim sáu phần, kể về hai y tá tình nguyện ở hai phe đối lập trong cuộc Nội chiến Mỹ. Phim được công chiếu vào ngày 14 tháng 1 năm 2016 và phát sóng lần đầu tiên ba ngày sau đó, vào ngày 17 tháng 1. Phim được đánh giá tích cực,. Tạp chí Variety mô tả Winstead là "thông minh, có khả năng trung tâm như nhân vật Mercy Street ". Phim đã được thêm mùa thứ hai, được công chiếu vào ngày 22 tháng 1 năm 2017
Winstead đã xuất hiện như một ngôi sao trong phim kinh dị tâm lý 10 Cloverfield Lane, trong vai Michelle, một phụ nữ bị giam giữ trong một hầm ngầm sau tai nạn xe hơi. Bộ phim do Dan Trachtenberg đạo diễn, được phát hành vào ngày 11 tháng 3 năm 2016, với sự đón nhận tích cực rộng rãi từ các nhà phê bình. Daily Express nhận thấy Winstead "đồng cảm" với nhân vật và "tạo ra một nhân vật thông minh và có tài xoay sở", rằng cô là "lựa chọn tốt" để đóng vai nữ chính vì cô "mạnh mẽ nhưng nữ tính". Phim có màn ra mắt thành công với  tổng doanh thu hơn 24 triệu đô la Mỹ vào tuần đầu công chiếu; đã thu về 72 triệu đô la Mỹ ở Bắc Mỹ và 110,2 triệu đô la Mỹ trên toàn thế giới.
Cô có mặt trong Swiss Army Man, một bộ phim hài kịch độc lập. Bộ phim kể về một người đàn ông vô vọng bị mắc kẹt trên một hòn đảo. Phim được công chiếu lần đầu tại Liên hoan phim Sundance 2016 và được phát hành tại một số rạp hạn chế tại Mỹ vào ngày 24 tháng 6, với sự đón nhận tích cực. Winstead cũng có một vai trong bộ phim hài kịch có quy mô nhỏ The Hollars. Cô đóng vai bạn gái cũ của một tiểu thuyết gia đang gặp khó khăn ở thành phố New York, người trở về quê hương sau khi biết mẹ anh bị ốm. Giống như Swiss Army Man, bộ phim đã được chiếu tại Sundance và được phát hành có giới hạn ở một số rạp tại Mỹ vào tháng 8 năm 2016.

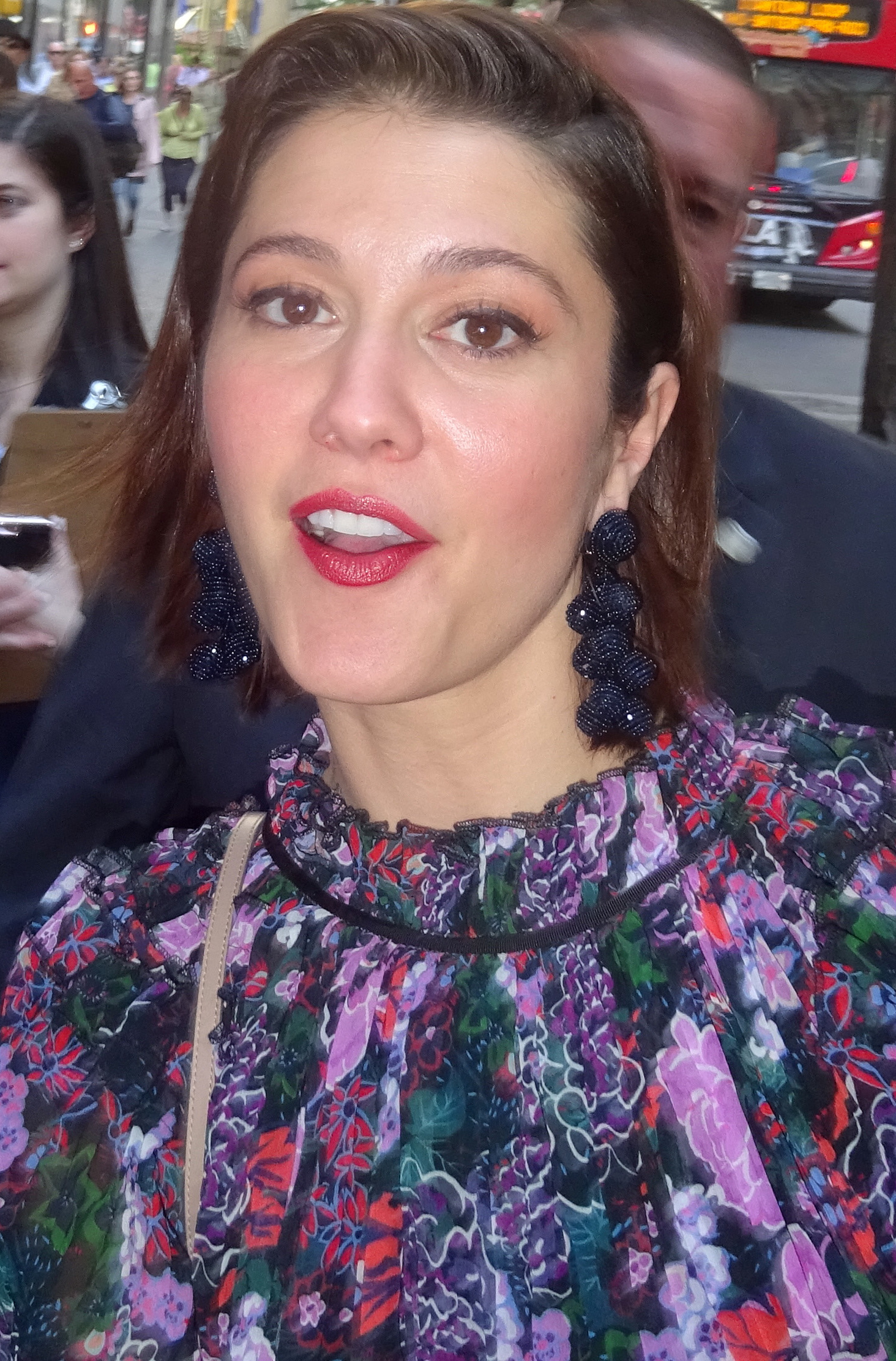
Winstead năm 2017

Cô có mặt trong bộ phim kinh dị, pha lẫn yếu tố chính trị BrainDead của đài CBS, với vai chính Laurel, "con gái của một chính trị gia đảng Dân chủ. Laurel có mong muốn trở thành một nhà làm phim tài liệu, nhưng bị kéo trở lại Washington, D.C. để hỗ trợ anh trai".  Bộ nhận được đánh giá tích cực từ các nhà phê bình. Tạp chí New York gọi việc chọn Winstead là "quyết định thông minh nhất mà các nhà sản xuất đã đưa ra", và The A.V.Club nhận xét Windstead "trở thành một nữ anh hùng đáng xem và đáng gờm" . Mặc dù nhận được phản hồi tích cực từ giới phê bình, bộ phim xếp hạng mờ nhạt và sau khi phát sóng phần đầu tiên dài 13 tập, CBS đã thông báo dừng bộ phim.
Cô đóng chung với Ewan McGregor trong mùa thứ ba của phim Fargo. Nhân vật của cô Nikki Swango là "một kẻ thủ đoạn, xảo quyệt và quyến rũ [...] tập trung vào việc luôn đi trước đối thủ ít nhất một bước". Lấy bối cảnh vào khoảng tháng 12 năm 2010 ở Minnesota, phim mô tả cuộc đời của hai vai tội phạm của McGregor và Winstead; được công chiếu vào ngày 19 tháng 4 năm 2017, và nhận được những đánh giá tích cực. Trong một cuộc phỏng vấn với tạp chí Variety, Winstead nói về nhân vật này, "Tôi chưa bao giờ đóng một nhân vật như thế này. Thật sự cần có tất cả các yếu tố kết hợp lại với nhau để tôi cảm thấy tự tin và thoải mái." 
Tháng 10 năm 2017, tờ Deadline đưa tin Winstead sẽ đảm nhận vai chính trong bộ phim hài đen bán tự truyện All About Nina. Bộ phim được chiếu tại Liên hoan phim Tribeca vào tháng 4 năm 2018  , The Hollywood Reporter gọi đây là "một màn trình diễn ấn tượng nữa" của cô  Bộ phim cũng giúp cô nhận được đề cử cho hạng mục Màn trình diễn Dũng cảm nhất của Liên minh các nhà báo phim nữ.
Vào tháng 12 năm 2017, Winstead nhận vai chính trong The Parts You Lose; cô tái hợp với bạn diễn Smashed, Aaron Paul. Vào tháng 1 năm 2018, Winstead được chọn vào vai nữ chính đóng cùng với Will Smith trong Gemini Man . Bộ phim của đạo diễn Ang Lee, được phát hành tại Hoa Kỳ vào ngày 11 tháng 10 năm 2019, bởi Paramount Pictures. Vào cuối tháng 9 năm 2018, Winstead đóng vai Huntress trong Birds of Prey. Do Cathy Yan đạo diễn và Margot Robbie thủ vai chính  bộ phim được phát hành vào tháng 2 năm 2020.
Năm 2019, cô lồng tiếng trong phim hoạt hình dành cho người lớn của Netflix Loves, Death & Robots. 
Vào tháng 4 năm 2019, Winstead đã tham gia bộ phim hành động Kate với vai trò là nhân vật chính, đây là bộ phim do Netflix đầu tư  Bộ phim được phát hành vào tháng 9 năm 2021  được đón nhận kém nồng nhiệt từ giới phê bình, nhưng Winstead đã được khen ngợi về diễn xuất.

## Sự nghiệp ca hát
Winstead đã bày tỏ  "Tôi chưa bao giờ thực sự trở thành ca sĩ, đó chỉ là thứ mà tôi luôn yêu thích."  Trong phim Death Proof năm 2007, đạo diễn Tarantino đã để Winstead hát một bản cover cappella " Baby It's You " của  The Shirelles. Cô được yêu cầu biểu diễn bài hát mà không được báo trước và dàn diễn viên được cho là "ngấu nghiến" bởi giọng hát của cô. Cuối cùng Winstead và nhà sản xuất âm nhạc Thái Long Ly đã đồng sáng tác một ca khúc, mang tên "Warmth of Him".

### Ban nhạc Got a Girl
Trả lời phỏng vẫn tạp chí Complex cho số tháng 6 / tháng 7 năm 2012, Winstead tiết lộ rằng cô đang làm việc với Dan the Automator và có kế hoạch phát hành một album nhạc.  Hai người đã thành lập ban nhạc Got a Girl vào năm sau đó, và phát hành bản demo của họ "You & Me" vào ngày 21 tháng 5 năm 2013. Album, mang tên I Love You but I Must Drive Off This Cliff Now, được phát hành vào ngày 22 tháng 7 năm 2014, thông qua Bulk Recordings. Đĩa đơn đầu tiên, "Did We Live Too Fast" ra mắt vào ngày 3 tháng 6, Video được công chiếu trực tuyến vào ngày 16 tháng 6.

### Khách mời
Winstead cũng tham gia bài hát "The Agony" và "Look Across The Sky" trong album thứ hai của Deltron 3030 's mang tên Event 2, phát hành vào ngày 30 tháng 9 năm 2013.
The Man đã phát hành đĩa đơn và video cho "Noise Pollution (Version A, Vocal Up Mix 1.3)" từ album Woodstock của họ, với sự góp mặt của Winstead và Zoe Manville.

## Đời tư
Năm 2010, Winstead kết hôn với Riley Stearns, một đạo diễn người Mỹ. Cô gặp Stearns năm cô 18 tuổi trong một chuyến đi du lịch bằng tàu biển. Cô đã đảm nhận vai chính và đóng vai trò nhà sản xuất bộ phim điện ảnh đầu tay của Stearns, Faults, vào năm 2014. Cô tuyên bố ly thân vào tháng 5 năm 2017  và hai người ly hôn vào một năm sau đó.
Vào tháng 10 năm 2017, cô đã có một mối quan hệ với nam diễn viên người Scotland Ewan McGregor, họ có tình cảm với nhau trong khi đóng chung trong phim Fargo. Con trai của họ, Laurie, sinh vào tháng 6 năm 2021.

## Danh sách phim

### Phim truyện
| Năm  | Tiêu đề                                       | Vai diễn                                         | Ghi chú                       | Tham chiếu      |
| ---- | --------------------------------------------- | ------------------------------------------------ | ----------------------------- | --------------- |
| 2005 | The Ring Two                                  | Young Evelyn Borden (née Osorio)                 | Chỉ xuất hiện ở bản ở unrated |                 |
| 2005 | Checking Out                                  | Lisa Apple                                       |                               |                 |
| 2005 | Sky High                                      | Gwen Grayson / Royal Pain / Sue "Tenny" Tennyson |                               |                 |
| 2006 | Final Destination 3                           | Wendy Christensen                                |                               | [ 17 ]          |
| 2006 | Bobby                                         | Susan Taylor                                     |                               |                 |
| 2006 | Black Christmas                               | Heather Fitzgerald                               |                               |                 |
| 2006 | Factory Girl                                  | Ingrid Superstar                                 |                               |                 |
| 2007 | Death Proof                                   | Lee Montgomery                                   |                               |                 |
| 2007 | Live Free or Die Hard                         | Lucy Gennero-McClane                             |                               |                 |
| 2008 | Make It Happen                                | Lauryn Kirk                                      |                               |                 |
| 2010 | Scott Pilgrim vs. the World                   | Ramona Flowers                                   |                               |                 |
| 2011 | The Thing                                     | Dr. Kate Lloyd                                   |                               |                 |
| 2012 | Smashed                                       | Kate Hannah                                      |                               |                 |
| 2012 | Abraham Lincoln: Vampire Hunter               | Mary Todd Lincoln                                |                               |                 |
| 2013 | A Glimpse Inside the Mind of Charles Swan III | Kate                                             |                               |                 |
| 2013 | The Spectacular Now                           | Holly Keely                                      |                               |                 |
| 2013 | A.C.O.D.                                      | Lauren Stinger                                   |                               |                 |
| 2013 | A Good Day to Die Hard                        | Lucy Gennero-McClane                             | Chỉ xuất hiện ở bản chiếu rạp |                 |
| 2014 | Faults                                        | Claire                                           | Đồng thời là nhà sản xuất     |                 |
| 2014 | Alex of Venice                                | Alex Vedder                                      |                               |                 |
| 2014 | Kill the Messenger                            | Anna Simons                                      |                               |                 |
| 2014 | Showing Up                                    | Herself                                          | Phim tài liệu                 |                 |
| 2016 | Swiss Army Man                                | Sarah Johnson                                    |                               |                 |
| 2016 | The Hollars                                   | Gwen                                             |                               |                 |
| 2016 | 10 Cloverfield Lane                           | Michelle                                         |                               |                 |
| 2018 | All About Nina                                | Nina Geld                                        |                               | [ 126 ]         |
| 2019 | Gemini Man                                    | Danielle "Danny" Zakarewski                      |                               | [ 131 ] [ 153 ] |
| 2019 | The Parts You Lose                            | Gail                                             |                               | [ 130 ]         |
| 2020 | Birds of Prey                                 | Helena Bertinelli / The Huntress                 |                               | [ 134 ]         |
| 2021 | Kate                                          | Kate                                             |                               | [ 154 ]         |

### Phim ngắn
| Năm  | Tiêu đề           | Vai diễn             | Ghi chú                             | Tham chiếu |
| ---- | ----------------- | -------------------- | ----------------------------------- | ---------- |
| 2008 | Dừng / Đẩy ra     | Elizabeth            |                                     |            |
| 2011 | Chi phí sinh hoạt | Máy tính (giọng nói) |                                     |            |
| 2011 | Magnificat        | Lynn                 | Đồng thời là nhà sản xuất điều hành |            |
| 2012 | Casque            | Cô gái               |                                     |            |
| 2013 | Cub               |                      | Nhà sản xuất điều hành              |            |
| 2016 | So It Goes        | Samantha             |                                     |            |
| 2019 | Tệp Cloverfield   | Michelle             | Chỉ cảnh quay lưu trữ               |            |

### Phim truyền hình
| Năm       | Tiêu đề                                 | Vai diễn                       | Ghi chú                                                  | Tham chiếu |
| --------- | --------------------------------------- | ------------------------------ | -------------------------------------------------------- | ---------- |
| 1997      | Touched by an Angel                     | Kristy                         | Tập phim: " Một sự cân bằng tinh tế "                    |            |
| 1998      | Promised Land                           | Chloe                          | Các tập: "Recycled", "Denver: Welcome Home"              |            |
| 1999–2000 | Passions                                | Jessica Bennett                | Vai trò thường xuyên; 89 tập                             |            |
| 1999      | The Long Road Home                      | Annie Jacobs                   | Phim truyền hình                                         |            |
| 2000      | Father Can't Cope                       | Tara                           | Tập phim thí điểm                                        |            |
| 2001–2002 | Wolf Lake                               | Sophia Donner                  | Vai trò chính                                            |            |
| 2003      | Then Came Jones                         | Rina                           | Phim truyền hình                                         |            |
| 2004      | Tru Calling                             | Bridget Elkins                 | Tập phim: "Closure"                                      |            |
| 2004      | Monster Island                          | Madison                        | Phim truyền hình                                         |            |
| 2012      | The Beauty Inside                       | Leah                           | Loạt web                                                 |            |
| 2015      | Exposed                                 | Anna Loach                     | Tập phim thí điểm                                        |            |
| 2015      | Quarry                                  | Joni                           | Tập phim thí điểm chưa bán                               | [ 155 ]    |
| 2015      | The Returned                            | Rowan Blackshaw                | Vai trò chính                                            |            |
| 2015      | Comedy Bang! Bang!                      | Chính cô ấy                    | Tập phim: " Mary Elizabeth Winstead mặc váy chữ A. . . " |            |
| 2016      | Brad Neely's Harg Nallin Sclopio Peepio | Ngôi sao khách mời (giọng nói) | Tập phim: "For Streep"                                   | [ 156 ]    |
| 2016      | BrainDead                               | Laurel Healy                   | Vai chính                                                |            |
| 2016–2017 | Mercy Street                            | Mary Phinney                   | Vai trò chính                                            |            |
| 2017      | Fargo                                   | Nikki Swango                   | Vai chính (mùa 3); 9 tập                                 |            |
| 2017      | Danger & Eggs                           | Trix Blixon (giọng nói)        | Tập phim: "The Big Z / Trix Blixon"                      |            |
| 2019      | Love, Death & Robots                    | Gail                           | Tập phim: "Kỷ băng hà"                                   | [ 135 ]    |

### Video âm nhạc
| Năm  | Tiêu đề                                            | Nghệ sĩ                   | Tham chiếu |
| ---- | -------------------------------------------------- | ------------------------- | ---------- |
| 2010 | "Yêu Flawz của bạn"                                | Caitlin Crosby            | [ 157 ]    |
| 2014 | "Chúng ta đã sống quá nhanh"                       | Got a girl                |            |
| 2016 | "Ô nhiễm tiếng ồn (Phiên bản A, Vocal Up Mix 1.3)" | Bồ Đào Nha. Người đàn ông |            |
| 2017 | "Santa Monica"                                     | Honus Honus               |            |

## Giải thưởng và Đề cử
| Năm  | Giải thưởng                              | Hạng mục                                                      | Tác phẩm                    | Kết quả   | Tham chiếu |
| ---- | ---------------------------------------- | ------------------------------------------------------------- | --------------------------- | --------- | ---------- |
| 2000 | Young Artist Award                       | Best Young Actress in a Daytime TV Series                     | Passions                    | Đề cử     |            |
| 2001 | Young Artist Award                       | Best Young Actress in a Daytime TV Series                     | Passions                    | Đề cử     |            |
| 2006 | Hollywood Film Festival                  | Best Ensemble Cast (shared with cast)                         | Bobby                       | Đoạt giải |            |
| 2006 | Broadcast Film Critics Association Award | Best Cast                                                     | Bobby                       | Đề cử     |            |
| 2006 | Screen Actors Guild Award                | Outstanding Performance by a Cast in a Motion Picture         | Bobby                       | Đề cử     | [ 27 ]     |
| 2006 | Scream Award                             | Scream Queen                                                  | Black Christmas             | Đề cử     |            |
| 2010 | IGN Movie Award                          | Best Ensemble Cast                                            | Scott Pilgrim vs. the World | Đề cử     |            |
| 2010 | Teen Choice Awards                       | Choice Actress Action                                         | Scott Pilgrim vs. the World | Đề cử     |            |
| 2012 | Independent Spirit Award                 | Best Female Lead                                              | Smashed                     | Đề cử     |            |
| 2012 | Phoenix Film Critics Society Award       | Best Actress                                                  | Smashed                     | Đề cử     |            |
| 2013 | Dallas International Film Festival       | Shining Star Award for Best Actress                           | Smashed                     | Đoạt giải |            |
| 2013 | Daytime Emmy Award                       | Outstanding Digital Daytime Drama Series                      | The Beauty Inside           | Đoạt giải | [ 158 ]    |
| 2014 | BloodGuts UK Horror Awards               | Best Actress                                                  | Faults                      | Đề cử     |            |
| 2016 | BloodGuts UK Horror Awards               | Best Actress                                                  | 10 Cloverfield Lane         | Đề cử     |            |
| 2016 | Fright Meter Awards                      | Best Actress in a Leading Role                                | 10 Cloverfield Lane         | Đề cử     |            |
| 2016 | Golden Schmoes Awards                    | Best Actress of the Year                                      | 10 Cloverfield Lane         | Đề cử     |            |
| 2017 | Saturn Awards                            | Best Actress                                                  | 10 Cloverfield Lane         | Đoạt giải | [ 159 ]    |
| 2018 | Awards Circuit Community Awards          | Best Supporting Actress (TV Movie or Miniseries)              | Fargo                       | Đề cử     |            |
| 2018 | Critics' Choice Television Awards        | Best Supporting Actress in a Movie/Miniseries                 | Fargo                       | Đề cử     | [ 160 ]    |
| 2018 | Gold Derby Awards                        | Best Miniseries/TV Movie Supporting Actress                   | Fargo                       | Đề cử     |            |
| 2018 | Online Film & Television Association     | Best Supporting Actress in a Motion Picture or Limited Series | Fargo                       | Đề cử     |            |
| 2018 | Saturn Awards                            | Best Actress on Television                                    | Fargo                       | Đề cử     | [ 161 ]    |
| 2019 | Alliance of Women Film Journalists       | Bravest Performance                                           | All About Nina              | Đề cử     | [ 129 ]    |